# Erik Folkwar
Erik Folkwar, född Fredriksson den 9 augusti 1884 i Ocke i Mörsil, Jämtland, död där 16 augusti 1958, var en svensk lantbrukare och författare som även skrev på jämtska.

## Biografi
Erik Folkwar växte upp i Ocke och efter att ha gått Bodens folkhögskola 1902–1903 arbetade han 1905–1910 på dåvarande Jämtlands-Postens redaktion i Östersund. Han var senare verksam bland annat som förman på olika storjordbruk och därefter som bonde på eget hemman i Ocke.
Folkwar var under hela sitt liv medarbetare i lokaltidningarna i Jämtland, där han publicerade dikter och kåserier, ofta på jämtska, som blev mycket populära bland läsarna. Han tillhörde den andra generationen jämtar som publicerade texter på jämtska och flera av hans dikter har tonsatts och återfinns i jämtländska sångböcker. Han har betecknats som en verklig och fullödig bondeskald.

### Medverkan
- Gott humör : jämtmål på vers och prosa. 1-2 / Erik Olsson (Äcke), utg. av Olof Fredriksson, Erik Fredriksson-Folkwar, Eric Festin. Ocke: Utg. 1922-1924. Libris 1476170
- Mörsils sockenkrönika [1]. Strömsbro. 1905. Libris 418938
- Mörsils sockenkrönika D. 2. Ocke. 1939. Libris 418939
- Mörsils hembygdskrönika D. 3 [1939/1973]. Mörsil: Mörsils hembygdsförening. 1973. Libris 2051485